# Galižana
Galižana (italijansko Gallesano) je naselje na Hrvaškem, ki upravno spada pod mesto Vodnjan; le-ta pa spada pod Istrsko županijo.
Galižana je naselje v južni Istri. Leži v bližini Vodnjana ob železniški progi Divača-Pulj in lokalni cesti L5016, ki se pri Vodnjanu priključi na avtocesto A9 (E751), okoli 7 km severno od Pulja, na nadmorski višini 105 m. V naselju stojijo predromanska cerkvice sv. Justa, romanska cerkev sv. Marije in gotska cerkev sv. Antuna zgrajena v 15. stoletju ter župnijska cerkev sv. Roka. V stenah hiš in cerkev so ohranjeni deli ostankov zgodnjekrščanske in romanske plastike. V bližini naselja stoji zgodnjebizantinska cerkev sv. Mavra postavljena okoli leta 600. V ruševinah srednjeveškega naselja Val Sudiga stoji zgodnjekrščanska cerkvica sv. Lucije zgrajena tudi okoli leta 600.

## Demografija
| Pregled števila prebivalcev po letih | Pregled števila prebivalcev po letih | Pregled števila prebivalcev po letih | Pregled števila prebivalcev po letih | Pregled števila prebivalcev po letih | Pregled števila prebivalcev po letih | Pregled števila prebivalcev po letih | Pregled števila prebivalcev po letih | Pregled števila prebivalcev po letih | Pregled števila prebivalcev po letih | Pregled števila prebivalcev po letih | Pregled števila prebivalcev po letih | Pregled števila prebivalcev po letih | Pregled števila prebivalcev po letih | Pregled števila prebivalcev po letih |
| ------------------------------------ | ------------------------------------ | ------------------------------------ | ------------------------------------ | ------------------------------------ | ------------------------------------ | ------------------------------------ | ------------------------------------ | ------------------------------------ | ------------------------------------ | ------------------------------------ | ------------------------------------ | ------------------------------------ | ------------------------------------ | ------------------------------------ |
| 1857                                 | 1869                                 | 1880                                 | 1890                                 | 1900                                 | 1910                                 | 1921                                 | 1931                                 | 1948                                 | 1953                                 | 1961                                 | 1971                                 | 1981                                 | 1991                                 | 2001                                 |
| 823                                  | 1037                                 | 1200                                 | 1373                                 | 1836                                 | 2581                                 | 2409                                 | 2514                                 | 1303                                 | 1043                                 | 1949                                 | 2030                                 | 1142                                 | 1248                                 | 1349                                 |